# Moreno (departamento)
Moreno é um departamento da Argentina, localizado na 
província de Santiago del Estero.